# Achille Carrillo
Achille Carrillo (Avellino, 24 luglio 1818 – Napoli, 20 agosto 1880) è stato un pittore italiano, appartenente alla Scuola di Posillipo.

## Biografia
Achille Carrillo nacque ad Avellino il 24 luglio del 1818 da Rachele Svasso o Grasso e Filippo (procuratore del Regio Tribunale Civile). Dopo aver conseguito la laurea in Legge nel 1842, svolse per un breve periodo la professione di avvocato ad Avellino.
Si trasferì a Napoli ove continuo l'attività forense, qui
studiò arte e disegno prima presso lo studio Giacinto Gigante (1806-1876), divenendo un buon acquarellista, poi approfondì gli studi presso il Reale Istituto di Belle Arti (oggi Accademia di belle arti di Napoli) ove fu allievo del pittore di Vasto Gabriele Smargiassi (1798-1882).
Partecipò con dipinti di genere a mostre biennali, organizzate presso il Museo Borbonico di Napoli e denominate "Biennali Borboniche di Belle Arti". Alla mostra Promotrice di Napoli del 1862 presentò il paesaggio Costa di Posillipo e un Paesaggio d'invenzione; a quella del 1866 espose L'orto degli Ulivi e alla mostra della Promotrice del 1873 presentò, fuori concorso, i dipinti Nel burrone, Dopo la pioggia, Il pioppo e il fico e Quisisana.
All'Esposizione di belle arti di Parma, del 1870, ottenne una medaglia d'oro per aver presentato le opere Veduta di Napoli da Posillipo, Paesaggio, Il lago nella montagna e Vox clamantis in deserto. Alla Promotrice, a Napoli, del 1880, espose La piccola vendemmiatrice, Le sorelle, Le Sirene (o Tra vico e Sorrento, Le pecorelle, Le perle dei campi e Il lago.
Alla mostra della Promotrice napoletana, del 1881, che si svolse dopo la sua morte, furono esposti Lago d'Averno e Da Posillipo, opere ora conservate dall'Amministrazione Provinciale di Napoli. La Mostra nazionale di Milano, del 1881, lo ricordò con due sue opere: Crepuscolo-Paese e Paesaggio.
Fece parte del gruppo di artisti fondatori della Società Promotrice di Belle Arti di Napoli. Durante un soggiorno a Firenze, poco prima del 1870, frequentò Giovanni Fattori.
Nel 1869 sostituì temporaneamente Teodoro Duclère (artista della Scuola di Posillipo), come docente di "paesaggio" all'Accademia di belle arti di Napoli; ma poi venne confermato nella cattedra nel 1877. Dipinse vedute anche utilizzando l'acquerello,  come nel paesaggio Nella vallata, che fu esposto nel 1877, alla Mostra nazionale di Napoli. Nel 1880, alla Promotrice di Napoli fu presente con varie opere, tra cui Le sorelle e Da Posillipo.
Allievi di Carrillo sono stati numerosi pittori, fra cui si ricordano Vincenzo Caprile, Alfredo De Mellis, Edoardo Monteforte, Vincenzo Montefusco, Achille Petrocelli, Salvatore Petruolo e Francesco Tessitore, padre e maestro della pittrice Amelia Tessitore Gelanzè.

## Attività
La sua attività artistica è stata realizzata in un arco temporale di circa quarant'anni, raggiungendo una notevole qualità compositiva e narrativa che gli decretò un successo nelle esposizioni nazionali.
La tecnica preferita dal pittore avellinese era quella ad olio su tela, nella cui esecuzione raggiunse un elevato grado di bravura. Adoperò anche l'acquarello, le matite colorate e le chine ottenendo risultati eccellenti.
Si dedicò principalmente alla pittura di paesaggio, ritraendo principalmente i luoghi da lui visitati.. Dipinse anche rarissime scene di interni rustici partenopei.
Dipinse anche soggetti sacri e storici, oggi notevolmente infrequenti.

## Critica
Fu un artista poco prolifico, che dipingeva quasi per diletto e per appagare le proprie necessità creative, con un brillante virtuosismo, ottenendo anche risultati notevoli, soprattutto con i suoi oli, ove riuscì a mostrare la sua diligenza pittorica e compositiva.
Fu l'unico rappresentante irpino del più importante movimento pittorico romantico napoletano: la Scuola di Posillipo.
La pratica assidua dello studio dal vero diventò una costante del costume artistico di Achille Carrillo, appresa presso il gruppo dei posillipiani e di Giacinto Gigante. La sua pittura era caratterizzata da una pennellata libera, mossa e vibrante, sovente con toni chiari e luminosi.
La sua pittura è stata riconosciuta tra le più valide espressioni della tradizione artistica dell'Ottocento pittorico napoletano: la Scuola di Posillipo ed il Verismo solare della Scuola di Resìna.
Fra coloro che aderirono alla Scuola di Posillipo, rimanendo nel gruppo degli artisti di secondo piano è stato certamente il pittore con maggiore talento, come dimostrano i suoi dipinti esposti e custoditi in importanti musei.

## Opere
Dieci suoi acquarelli e disegni sono oggi al Museo di San Martino di Napoli e altre sue opere (dipinte ad olio su tela) si trovano al Museo d'arte (Avellino):  Alla fonte (1859) e Davanti al camino (1880). 
Un Paesaggio con castello di Achille Carrillo è nell'Appartamento della Regina del Palazzo Reale (Napoli). 
Nelle Gallerie d'Italia di Napoli si conserva il paesaggio Lo strame, dipinto con toni forti e bruciati.
Presso l'Archivio dei pittori irpini del Diciannovesimo secolo si conservano i dipinti ad olio: Paesaggio con Vesuvio (1873) e Campagna irpina (1878).